# Eugène Chaboud
Marius Eugène Chaboud (Lyon, 1907. április 12. – Montfermeil, 1983. december 28.) francia autóversenyző, az 1938-as Le Mans-i 24 órás autóverseny győztese.

## Pályafutása
1937 és 1952 között hat alkalommal vett részt a Le Mans-i 24 órás versenyen. Az 1938-as futamon honfitársával, Jean Trémoulet-el együtt győzelmet aratott.
1950-ben két, 1951-ben pedig egy futamon szerepelt a Formula–1-es világbajnokságon. Az 1951-es francia nagydíj távját honfitársával, Philippe Étancelin-el közösen teljesítette. Az így elért ötödik helyért Eugène egy pontot kapott.
Több, a világbajnokság keretein kívül rendezett Formula–1-es futamon is rajthoz állt.

## Eredményei

### Teljes Formula–1-es eredménysorozata
(Táblázat értelmezése)

(Félkövér: pole-pozícióból indult; dőlt: leggyorsabb kört futott) 

| Év   | Csapat             | 1   | 2   | 3   | 4     | 5      | 6       | 7   | 8   | Helyezés | Pont |
| ---- | ------------------ | --- | --- | --- | ----- | ------ | ------- | --- | --- | -------- | ---- |
| 1950 | Ecurie Leutitia    | GBR | MON | 500 | SUI   | BEL Ki |         |     |     | 20.      | 1    |
| 1950 | Philippe Étancelin |     |     |     |       |        | FRA 5 * | ITA |     | 20.      | 1    |
| 1951 | Eugène Chaboud     | SUI | 500 | BEL | FRA 8 | GBR    | GER     | ITA | ESP | –        | 0    |

* A távot Philippe Étancelin-el közösen teljesítette.

### Le Mans-i 24 órás autóverseny
| Év   | Csapat         | Autó              | Csapattárs            | Helyezés | Kiesés oka |
| ---- | -------------- | ----------------- | --------------------- | -------- | ---------- |
| 1937 | Eugène Chaboud | Delahaye 135CS    | Jean Trémoulet        | Kiesett  | Baleset    |
| 1938 | Eugène Chaboud | Delahaye 135CS    | Jean Trémoulet        | Győzelem |            |
| 1939 | Ecurie Francia | Delahaye 135CS    | Yves Giraud-Cabantous | Kiesett  | Defekt     |
| 1949 | Charles Pozzi  | Delahaye 175CS    | Charles Pozzi         | Kiesett  |            |
| 1951 | Eugène Chaboud | Talbot Lago T26GS | Lucien Vincent        | Kiesett  |            |
| 1952 | Eugène Chaboud | Talbot Lago T26   | Charles Pozzi         | Kiesett  | Baleset    |